# Bronisław Teodor Grabowski
Bronisław Teodor Grabowski, pseud. i krypt. Zenobiusz Drakuli, Zen. Dr. T. Brog, B. Gr., b. g. (ur. 19 września 1841 w Kaliszu, zm. 24 grudnia 1900 w Pińczowie) – etnograf, polski pisarz, tłumacz i slawista.

## Życiorys
Ukończył gimnazjum w Piotrkowie. Studiował slawistykę i języki zachodnioeuropejskie (m.in. włoski i angielski) na Uniwersytecie Petersburskim oraz językoznawstwo porównawcze w Szkole Głównej w Warszawie. W 1867 uzyskał stopień magistra nauk filologicznych.
Pracował jako nauczyciel gimnazjalny w Warszawie i Częstochowie oraz progimnazjalny w Pińczowie. Był autorem dramatów (m.in. Mściwój i Swanhilda 1876, Syn Margrafa 1880, Królewicz Marko 1880, Donna Rozanda 1886, Boruta 1890, Książę Henryk 1894), komedii satyrycznych (Sprzymierzeńcy czyli Inteligencja w miasteczku, Na wodach 1878), powieści (m.in. Nieprzyjaciel ludzi 1890), opowiadań i kalendarzy. Najważniejsze zasługi położył w studiach z literatur słowiańskich. Opracował Dziele literatur słowiańskich (wchodzących w skład Dziejów literatury powszechnej). Drukował w "Tygodniku Powszechnym", "Wiśle" i "Niwie" (Słoweńcy, naród i dzieje, Rzut oka na odrodzenie Słowian południowych i zachodnich, 1872). Później został głównym redaktorem działu słowiańskiego tego ostatniego czasopisma. Był też współpracownikiem czasopisma "Czas". 
Tłumaczył z czeskiego m.in. Karolinę Světlą i Jaroslava Vrchlicky’ego. 
W 1872 ożenił się z Marią Balbiną Krokowską (1855-1943). Zmarł 24 grudnia 1900. Został pochowany w Pińczowie.

## Wybrane prace

### Prace etnograficzne i historyczne
- Słoweńcy, ich kraj i dzieje (1872)
- Czarnogóra i Czarnogórcy (1877-78)
- Bułgaria i Bułgarowie (1889)
- Pięćsetletnie dzieje kościoła i klasztoru na Jasnej Górze (1890)

### Dramaty
- Mściwój i Swanhilda (1876)
- Syn Margrafa (1880)
- Królewicz Marko (1880)
- Donna Rozanda (1886)
- Boruta: dramat z podań ludowych w 5 aktach z prologiem (1890)
- Książę Henryk (1894)

### Komedie satyryczne
- Sprzymierzeńcy czyli Inteligencja w miasteczku (1878)
- Na wodach (1878)

### Powieści
- Nieprzyjaciel ludzi (1890)